# Ballplatz

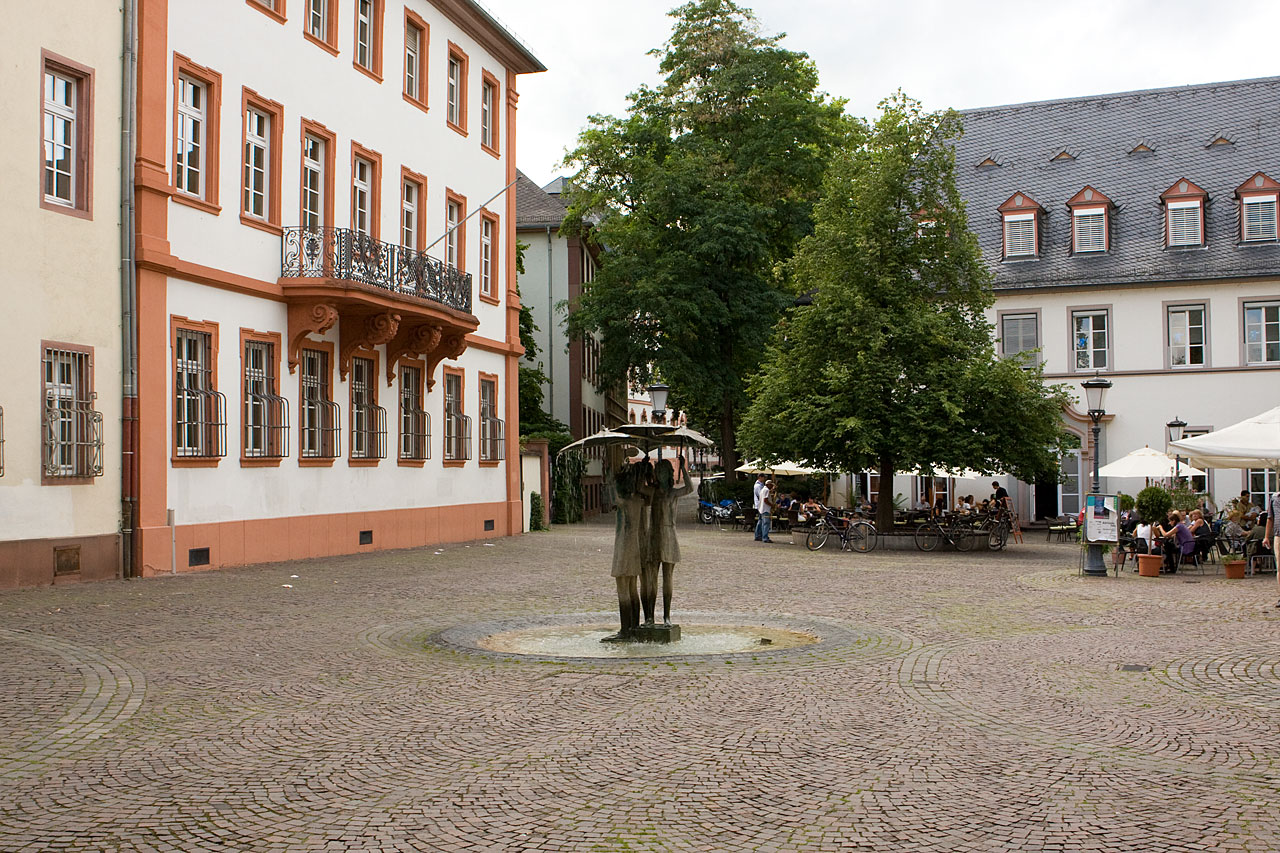
Ballplatz Mainz mit dem Fechenbach-Laudenbacher Hof und dem Drei-Mädchen-Brunnen 2008

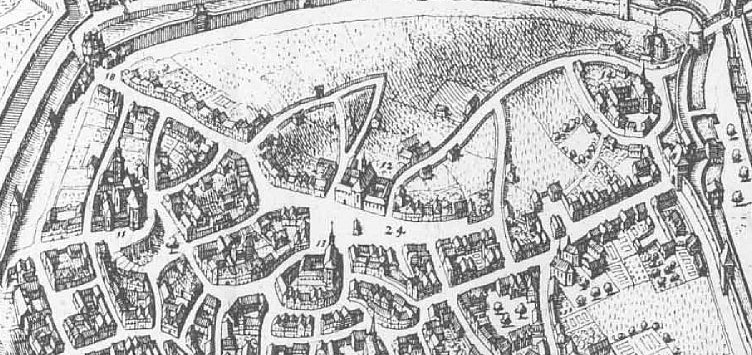
Ballplatz, Detailausschnitt aus einem Plan nach Matthäus Merian dem Jüngeren, 1655 (östlich des Agnesenklosters)

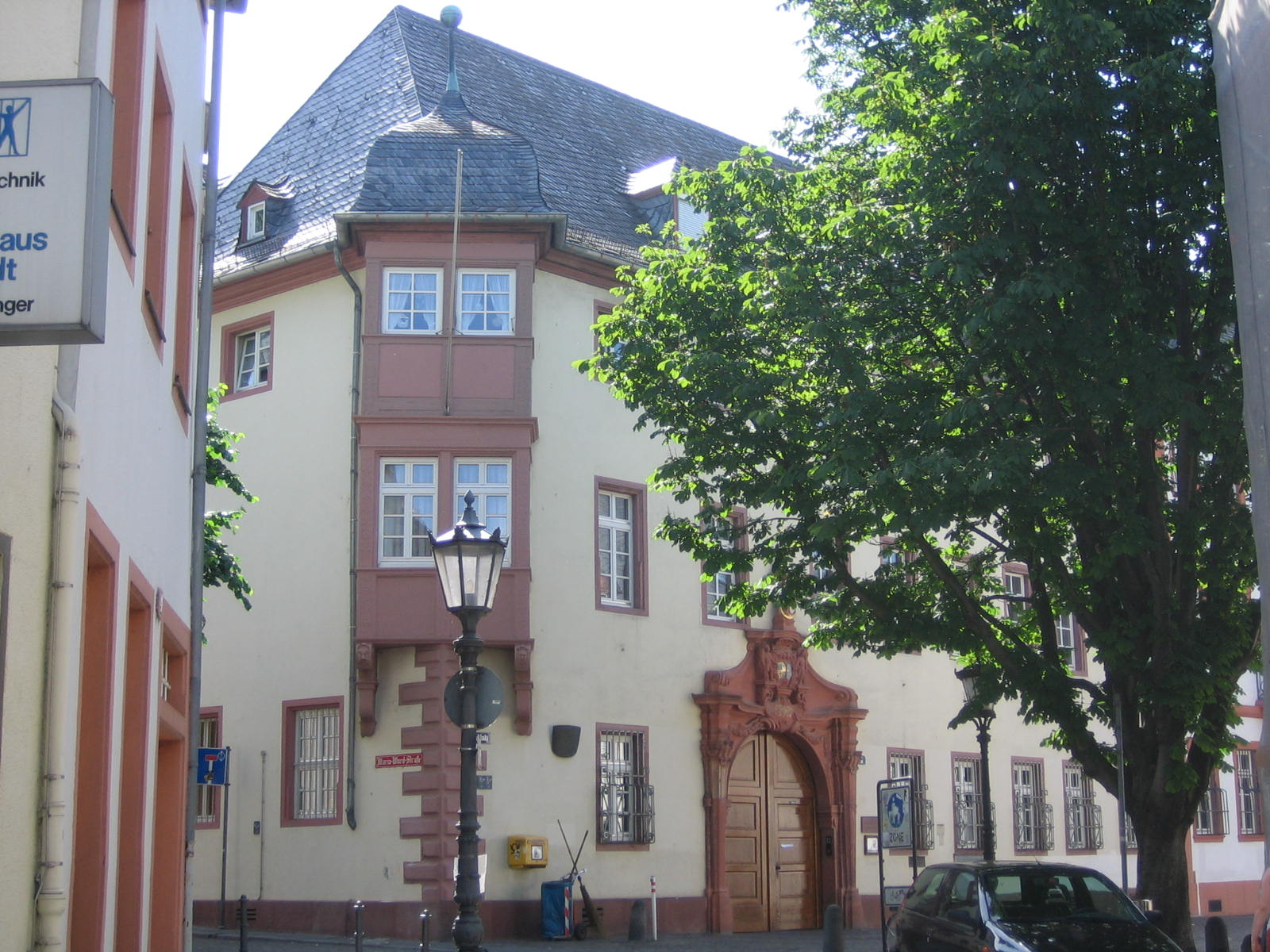
Älterer Dalberger Hof, oder rotes Haus am Ballplatz

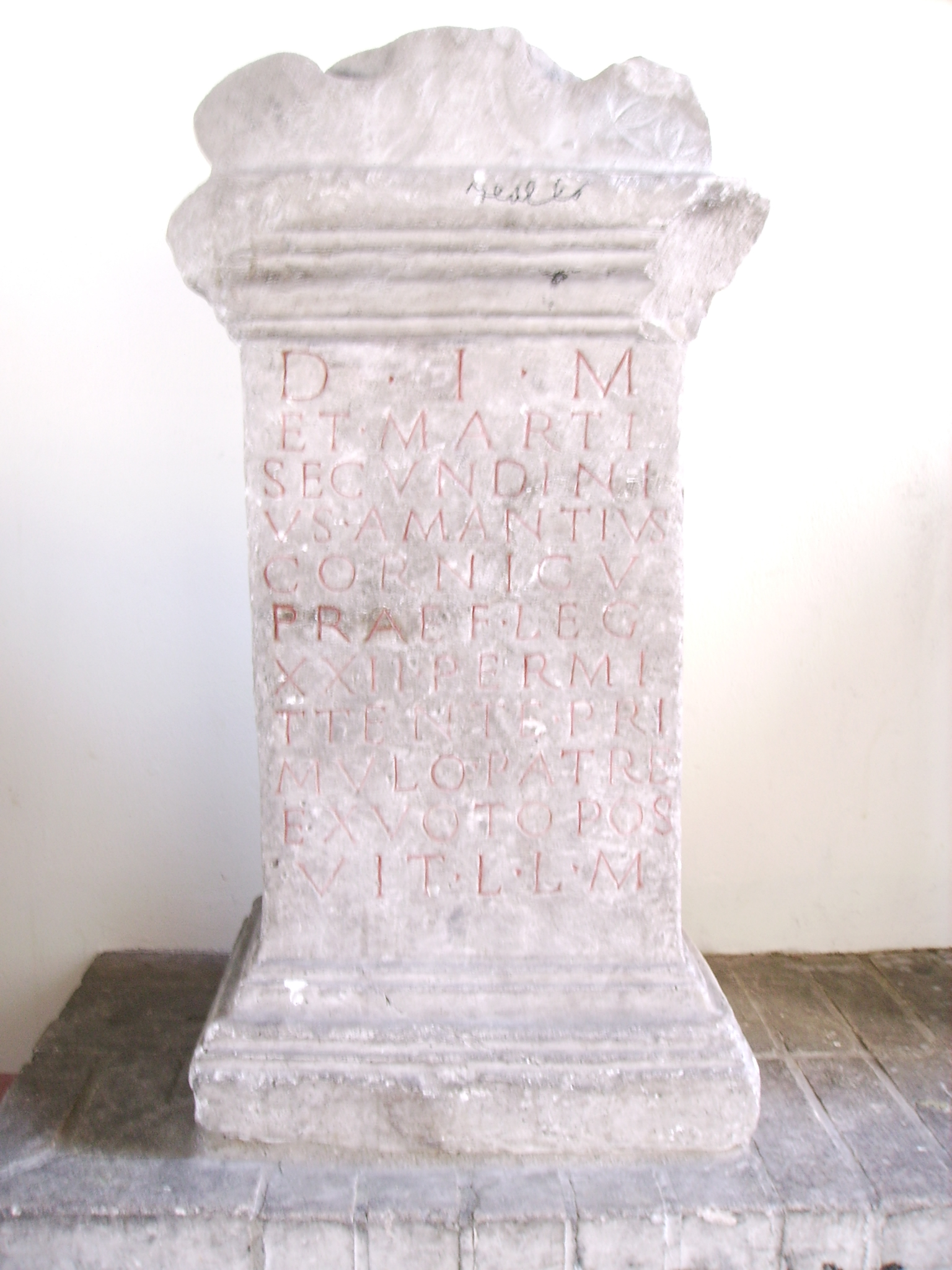
Weihealtar des Mithras aus Odenwälder Marmor am Ballplatz. Die Übersetzung der Inschrift lautet: „Dem unbesiegten Sonnengott Mithras und dem Mars hat Secundinius Amantius, Versorgungsoffizier des Lagerkommandanten der XXII. Legion... nach einem Gelübde diesen Stein setzen lassen.“

Der Ballplatz liegt im historischen Zentrum der Stadt Mainz. Er ist trapezförmig und umgeben von barocken Adelspalästen oder deren Nachbildung aus dem 20. Jahrhundert.

## Der Ballplatz heute
Der Platz ist als Fußgängerzone mit alter Pflasterung gestaltet. Der ältere Dalberger Hof, seit 1846 Maria Ward-Schule (Congregatio Jesu, Maria Ward Schwestern Ballplatz 1–2), der Fechenbach-Laudenbacher Hof (1718) mit ehemals großem Garten (Ballplatz 3), der in der französischen Zeit als „Gasthaus zum Adler“ fungierte, und der Westflügel des Osteiner Hofes bilden den östlichen Teil des Platzes aus. In der gleichen Flucht liegt die Katholische Jugendzentrale Mainz und die Katholische Studentengemeinde.
Im Süden schließt sich heute das Engelhaus genannte Schulgebäude der Maria Ward-Schule an.
Innerhalb der gepflasterten Fläche liegt der bronzene Drei-Mädchen-Brunnen, der drei Mädchen unter einem Regenschirm darstellt.
Auf der westlichen Seite des Platzes, in einem überdachten Durchgang vom Ballplatz zur Weißliliengasse sind zwei Altäre zu sehen, die zum Mainzer Mithrasheiligtum gehörten, dessen weitere Überreste 1976 beim Bau eines Versicherungshauses zerstört wurden. Das Mithräum wurde in den Jahren 70 bis 80, also unter Kaiser Vespasian, gebaut und ist damit das älteste und größte bisher nachgewiesene Mithräum im gesamten Römischen Reich.
Im Osten bildet ein Café den zweiten Flügel der Neubauten am Ballplatz. 
Vom Ballplatz gehen die Straßen Am Stephansberg Richtung St. Stephan, Schillerplatz, Eppichmauergasse Richtung Bischofsplatz.
Während der Johannisnacht findet ein Johannis-Büchermarkt auf dem Gelände statt, dessen Bücherstände sich bis zum Schillerplatz erstrecken.
Aufgrund der Nähe zu den nicht koedukativen Mädchen- und Jungenschulen Maria Ward-Gymnasium und Bischöfliches Willigis-Gymnasium wird der Platz stark von Kindern und Jugendlichen frequentiert.

## Geschichte
Der Ballplatz wurde früher auch auf dem Kielstock oder auf dem Kelstock genannt. Während der französischen Administration zur Zeit des Konsulats und Ersten Kaiserreichs wurde er im Stadtplan als place de paume bezeichnet. Der heutige Name Ballplatz leitet sich von den Spielen, die auf dem Platz stattfanden, und den Bällen, die in dem Hof „Zum Roten Haus“, dem späteren älteren Dalbergerhof, abgehalten wurden. Dieses Haus gehörte dem Domstift, das ihn im Jahre 1398 der Stadt verkaufte. Damals muss er als Wirts- und Ballhaus von der Stadt benutzt worden sein und erhielt daher den Namen „das Ballhaus“ und der vor ihm liegende Platz den Namen „der Ballplatz“. In der für Mainz so fatal gewordenen Nacht vom 27. auf dem 28. Oktober des Jahres 1462 kehrte darin der Graf Philipp von Katzenelnbogen ein. Kurfürst Adolf II. von Nassau schenkte ihn nach der Unterjochung von Mainz im gleichen Jahr seinem Schwager Eberhard von Eppstein, Herrn zu Königstein. Eberhard ließ darin eine Kapelle erbauen, die im Jahre 1466 zu Ehren der Apostel Simon und Judas eingeweiht wurde.
Der kölnische Hof, dessen Tor heute noch am Bischofsplatz zu sehen ist, erstreckte sich bis zur Westseite des Ballplatzes. Der einstige Besitzer Graf Ludwig von Isenburg-Büdingen, besaß diesen Hof als ein kölnisches Lehen. Im Jahre 1567 ließ Graf Ludwig eine im Garten befindliche Lorenzkapelle zur Vergrößerung des Gartens abreißen.
Die Schenkhäuser Zum großen Abt und Zum kleinen Abt werden in einer Urkunde vom Mittwoch nach dem 18. Tage 1507 genannt, worin es heißt

„gewann das Kloster Dalheim seinen dritten Bann über das Haus und Erbe zum großen Abt, gegen dem Kloster St. Agnes über, auf dem Kilstock und hat ihnen solches Spechten Hennen, und Johann von Specht, Domherr zu Mainz, vergiftet und aufgegeben“

Der Kurfürst Jakob von Liebenstein verlieh 1507 dem Kloster auf dieses Haus die geistliche Freiheit und erklärte es zum Schenkhaus. Hiermit verbunden war die Befreiung von Abgaben, Diensten und Lasten oder von weltlichen Eingriffen. Er gab ihm das Recht, darin mit der alten Maaß Wein zu verkaufen. Der Erzbischof und Kardinal Albrecht von Brandenburg erlaubte am Mittwoch nach St. Nicolaitag 1519 dem Kloster Dalheim seinen Hof zum Abt auf dem Kilstock gegen den Hof zum Zirlin, nachher Hasselbaum auf dem Diethmarkt, zu vertauschen und seine geistliche Freiheit, samt dem Recht des Weinschanks mit der alten Maaß, auf das ertauschte Haus zu verlegen. Das Haus zum großen Abt wurde später ein Wirtshaus und das Schenk- oder Zunfthaus der Zimmerleute. Das Haus Zum kleinen Abt wurde im 18. Jahrhundert in den Osteiner Hof integriert.
Ein weiteres Haus war der Dompfarrhof auf dem Kielstock. Sein Name war in einer Steinschrift unter einem alten Kreuz am Hause eingehauen. Ein Domvikar und Dompfarrer namens Barkhof, schenkte es im Jahre 1309 dem Mainzer Domkapitel als Wohnung des zeitlichen Dompfarrers.

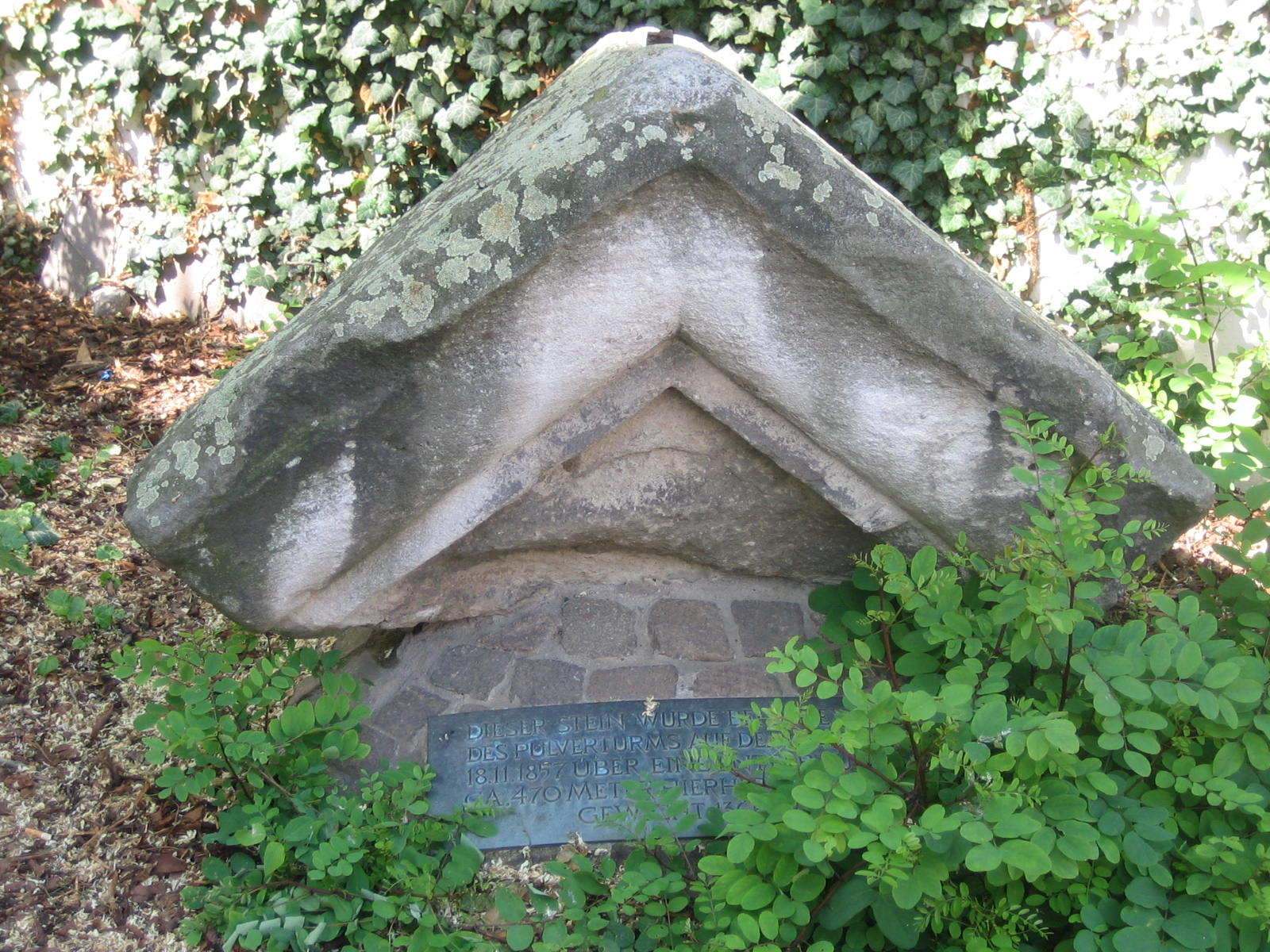
Giebelstein, der bei der Explosion des etwa 470 Meter entfernten Pulverturmes bis auf den Ballplatz flog

Im Jahr 1760 erschien in Mainz der Schauspieldirektor Ackermann und erbaute durch Unterstützung des Mainzer Adels und einiger Kaufleuten auf diesem Platz ein hölzernes Theater. Der Hofzimmermann wurde Bürge für seine Solidität. Die Einwohner von Mainz strömten hin und die erste Einnahme betrug einige tausend Gulden. Er spielte bis 1763, wo er mit Ruhm und einer gut gefüllten Kasse nach Hessen-Kassel ging. Auch später noch, als schon das erste Komödienhaus auf der großen Bleiche erbaut war, wurden zu Messzeiten auf dem Ballplatz große hölzerne Buden aufgeschlagen und darin Wandermenagerien gezeigt.
Ein Stein, der bei der Pulverturmexplosion im Jahr 1857 Dach und mehrere Stockwerke des Fechenbach-Lauterbacher Hofs durchschlug, ist heute gegenüber dem Gebäude in einem Grünstreifen zu sehen.